# Шаповал, Юрий Иванович
Юрий Иванович Шаповал (укр. Юрій Іванович Шаповал; род. 30 июля 1953, Пробежная, Тернопольская область) — украинский историк, доктор исторических наук, профессор.

## Биография
В 1975 году окончил исторический факультет Киевского университета им. Т. Г. Шевченко, работал секретарём комитета комсомола университета.
В 1978 году защитил диссертацию на соискание учёной степени кандидата исторических наук на тему «Разоблачение буржуазных фальсификаций роли КПСС в условиях развитого социализма в современной западногерманской советологии». Работал научным сотрудником института истории партии при ЦК Компартии Украины.
С 1994 года доктор исторических наук. С 2000 года — профессор.
Работает в Институте политических и этнонациональных исследований им. И. Ф. Кураса НАН Украины в Киеве.
Автор многих книг, часть из которых издана за рубежом.
На украинском радио ведёт программу «Пять минут с Юрием Шаповалом».

## Награды, премии
- 1995 — лауреат премии имени Николая Костомарова НАН Украины.
- 2002 — Премия фонда Антоновичей.
- 2008 — лауреат премии имени Ивана Франко в области информационной деятельности (Держтелеком України)[1] за ежедневную радиопередачу «Мгновение истории».
- 2008 — Кавалер ордена Заслуг перед Республикой Польша (Польша)[2].